# Лилейка
Лилейка — деревня в Седельниковском районе Омской области. Входит в состав Новоуйского сельского поселения.

## История
Основана в 1896 г. В 1928 г. состояла из 61 хозяйства, основное население — эсты. В составе Ново-Уйского сельсовета Седельниковского района Тарского округа Сибирского края.

## Название
Название деревни происходит от эстонского Lilliküla ("lill" - цветок, "lilli" - цветочный, "küla" - деревня) - что переводится как "цветочная деревня". По мнению жителей окружающих деревень раньше в Лилейке было много цветов у домов в палисадниках. 

## Население
| 1926 | 2010 |
| ---- | ---- |
| 310  | ↘104 |

## Язык
Почти все жители деревни кроме русского языка в общении используют южноэстонское наречие. Например, в песне "Mõtsa lätsid sa", записанной в Лилейке в 1996 году эстонскими фольклористами, заметно южноэстонское произношение (kats - "два", в стандартном эстонском: kaks, или lätsid (2-е лицо, ед. число) - "пошёл, ушёл", в стандартном эстонском: läksid).